# Maclote
Maclote, maclotte ou makelote est la déformation wallonne du mot « matelote », désignant les danses que les marins exécutaient sur les bateaux pour se distraire. Le mot a fini par désigner la plupart des danses véhiculées par ceux-ci, c'est-à-dire des contredanses « en colonne » revisitées et adaptées par les maîtres de danse wallons.
Dans de nombreux villages (Harre, Vieuxville) la maclote fait partie d'une suite de danses comprenant aussi l'amoureuse, l'allemande et le passe-pied.
Il existe presque autant de maclotes que de villages en Wallonie (Belgique), bien que beaucoup d'entre elles aient été perdues. Certaines aussi sont des chorégraphies récentes « dans le style de ».
Sont notamment dansées :
- Maclotte de Coo
- Maclotte de Habiémont
- Maclotte de Steinbach

Le pas de base de la maclote occupe deux mesures 
 ou 
 et se compose de deux pas sautillés (en partant du pied gauche généralement) suivis de trois pas martelés.
Par extension, maclotte désigne une tâche épurée, grasse faisant penser à des flocons, des crottes aussi minimes que pestilentielles.